# Адальріх (герцог Ельзасу)
Адальріх (фр. Adalrich; бл. 635 — бл. 690/700) — 3-й герцог Ельзасу в 667/673—690 роках. Відомий також як Етіхон I (латинизований варіант скороченого ім'я Адальріх — Атіх), від якого походить назва заснованої Адальріхом династії — Етіхониди.

## Життєпис

### Походження
За поширеною теорією походив з бургундської знаті. Син Адальріха, дукса (військового правителя) пага Атторінс в Бургундії. Останній по материнській лінії належав до галло-римської знаті. Відповідно бабусею Адальріха Молодшого була Елія Флавія, родичка Еннодія Фелікса. Матір'ю майбутнього ельзаського герцога була Гільтруда, донька Гіллебауда, нащадка королів бургундів. Втім відповідно до «Життя Св. Оділії» та «Гогенбурзької хроніки» був сином мажордома Леудезія. Разом з тим тут, можливо, виникла плутанина через те, що Адальріх Молодший був одружений з родичкою Леудезія, фігурально називався сином останнього або був ним усиновлений.

### Початок кар'єри
Перша письмова згадка про Адальріха сягає 655 року, коли він пошлюбив франкську аристократку Бертсвінду, що була сестрою Білімхільди (дружини Хільдеріка II) або Хімнехільди (дружини Сігіберта III) та Гугоберта, пфальцграфа короля Хільдеберта III. 660 року спільно з дружиною заснував абатство, що згодом стало знане як Гогенбурзьке (або Св. Оділії).
У 663 році королем Хлотарем III його батька було позбавлено посад. Його наступником став Сігельм. Втім за свідченням «Еберсгаймської хроніки», 665 року Адальріх повернув собі посади дукса пагу Атторінс і керуючого королівською віллою Обернай.

### Герцог Ельзасу
У 673 році згадується вже як герцог Ельзасу. Коли саме це сталося, достеменно невідомо. Можливо, призначення відбулося раніше, оскільки датою смерті попереднього герцога Боніфація вважається 667 рік. На користь 673 року свідчить, що саме тоді Адальріх підтримав передачу трону Бургундії Хільдеріку II. Разом з тим, якщо Адальріх був родичем королям за лінією дружин, то міг стати ельзаським герцогом вже після смерті Боніфація. Під владою Адальріха опинилася менша частина герцогства, ніж була в попередників, землі на захід від Вогез було передано герцогу Теотхару. 673 року король дозволив Адальріху передати якісь володіння Валедію, абату Мюнстерського монастиря Св. Григорія в Ельзасі.
675 року спільно з дружиною заснував Еберсмюнстерське абатство Св. Маврикія в Ельзасі. В цьому монастирі розташував громаду ірландських ченців. Того ж року після загибелі короля Хільдеріка II, герцог Ельзасу підтримав мажордома Леудезія, ймовірно, все ж родича по лінії дружини (по материнській лінії). Втім 676 року, коли проти Леудезія виступив король Теодоріх III та мажордом Еброїн, перебував у поході на південь, де за наказом Еброїна було вбито Гектора, префекта Провансу. Можливо, Адальріх намагався зайняти його землі, щоби не допустити їх захоплення прихильниками Еброїна. Втім Адальріх зазнав невдачі при облозі Ліона, після чого повернувся до Ельзасу. Тут Теодоріх III, що на той час здобув перемогу, позбавив його посади герцога Ельзасу. 677 року було схоплено іншого впливового родича за дружиною — Леодегарія, єпископа Отена.
За цих обставин Адальріх приєднався до австразійського короля Дагоберта II. Після загибелі останнього 679 року Адальріх підкорився королю Теодоріху III, від якого 680 року отримав герцогство Ельзаське. Ймовірно це сталося завдяки мажордому Еброїну, що нагородив Адальріха через дії того проти Піпіна Герістальського та його брата Мартина, герцога Шампані.
Адальріх звів нову резиденцію Гогенбург. Надалі боровся за вплив в Ельзасі з Піпінідами. 683 року оголосив свого сина Адальберта спадкоємцем герцогства. 684 року після укладання мирного договору між Австразією та Нейстрією переходить на бік Піпіна Герістальського, мажордома Австразії. 687 року Адальріх відзначився у битві біля Тертрі, де було завдано поразки Берхару, мажордому Нейстрії та Бургундії.

### Останні роки
Остання письмова згадка про Адальріха припадає на 692 рік, коли король Хлодвіг IV передав якісь володіння монастирю Ставло-Мальмеді. На думку низки дослідників це дарування відбулося на виконання заповіту Адальріха, а сам він помер близько 690 року. Разом з тим висловлюється думка (ґрунтується на «Житті Св. Оділії»), що Адальріх 690 року передав владу в Ельзасі синові Адальберту, а сам став ченцем в Гогенбурзькому абатстві між 693 та 697 роками. Помер близько 700 року.

## Родина
Дружина — Бересвінда.
Діти:
- Оділія (бл. 662—720), абатиса Гогенбурзького монастиря, католицька свята, визнана покровителькою Ельзасу
- Адальберт (665—722), герцог Ельзасу
- Гуго, граф
- Етіхон (670—723), граф Нордгау. Від нього веде родовід Гунтрам Багатий, граф Ельзасу, якого вважають предком династії Габсбургів.
- Батікон (д/н—725), граф в Ельзасі
- Росвінда, черниця Гогенбурзького монастирі